# 瑞丽设治局
瑞丽设治局是中華民國大陸時期云南省西部的一个设治局，管制勐卯土司和腊撒土司辖区。土司与设治局争斗厉害、矛盾重重，设治局认为土司干预事务过多，土司则认为边疆地方仍需土司来治理:15。

## 历史
民国元年（1912年），云南省政府设立遮勐弹压委员（也称遮卯弹压委员），驻芒市大新寨，管理勐卯土司和遮放土司:14，实际形同虚设。民国4年（1915年），遮放土司划出，将勐卯土司和陇川土司划为一区，称勐陇行政委员，隶属腾越道:80。民国5年（1916年），陇川土司划出，腊撒土司划入，改称勐撒行政委员（也称勐腊行政委员、勐卯行政委员），隶属腾越道，行政委员冬春驻勐卯，夏秋驻腊撒:318:121。民国21年（1932年），云南省政府第二九五次会议决议，流官体制的政区名由“勐卯”改为“瑞丽”，建立瑞丽设治局，驻弄岛，隶属第一殖边督办公署:15。民国27年（1938年），云南省裁撤殖边督办，瑞丽改由省政府直轄:83。民国31年（1942年），瑞丽设治局划归新成立的第六行政督察区，抗日戰爭胜利后改属第十二行政督察区（後改為第十一行政督察區）:319-320。民国34年（1945年），云南省政府执行改土归流，拟将瑞丽设治局与陇川设治局合并设立“瑞川县”，不过最终并未实施。
1947年末至1948年初，瑞丽设治局在景颇族山寨查铲烟苗时激起民愤，爆发“瑞丽事件”，景颇族攻占并烧毁了瑞丽设治局，最终中華民國政府与景颇族和谈，撤销了设治局长舒自天职务，并将设治局经费从抽取土司赋税的30%下调至10%－15%。弄岛的设治局公署被毁后，设治局改设于勐卯。
1950年5月8日，中华人民共和国中国人民解放军第14军41师121团1营在程效昌率领下进驻瑞丽:32。11月6日，召开第一次各族各界代表大会，协商成立“瑞丽各民族行政委员会”，勐卯土司衎景泰担任主任委员，委员会委员多由原土司属官担任:32,186。1951年12月23日，在第四次各族各界代表大会上，改瑞丽各民族行政委员会为“瑞丽县各族人民政府”，衎景泰担任县长:33,186。1952年11月21日，中央人民政府政务院批准，撤销瑞丽设治局，设瑞丽县:34。

## 地理面积
依據1923年勐卯行政委员段文逵撰《云南猛卯行政区地志资料》，勐卯土司地纵长150里、横宽40里，面积6,000平方里；腊撒土司地纵长40里，横宽15里6分，面积约660平方里，全勐卯行政区面积6,660平方里:123，折合公制为1,665平方千米。

## 人口
1923年《云南猛卯行政区地志资料》载，猛卯行政区人口总计12,769人，其中勐卯土司地10,018人、腊撒土司地2,751人。勐卯土司境内有摆夷（傣族）、崩龙（德昂族）、山头（景颇族）三种民族，腊撒土司辖境有汉人、傈僳、阿昌、山头四种民族:126。1945年12月內政部戶政司調查結果，瑞麗設治局全境人口約13,660人。

## 政治

### 組織架構
瑞丽设治局下设民政、建设、教育、军事、秘书、会议、户籍等科室，以及卫生院、监察院、常备队、警察局等部门，职员最多时有112人:186。

### 行政首長
瑞麗設治局的行政首長為瑞麗设治局局长，由雲南省政府任命，任期一至二年。以下並列出瑞麗地區1950年前历任行政首長：:762-763
| 遮卯弹压委员（1912年－1915年） | 遮卯弹压委员（1912年－1915年） | 遮卯弹压委员（1912年－1915年） | 遮卯弹压委员（1912年－1915年） |
| 任次                           | 姓名                           | 籍贯                           | 任期                           |
| ------------------------------ | ------------------------------ | ------------------------------ | ------------------------------ |
| 1                              | 周漠                           | 鹤庆                           | 1912年                         |
| 2                              | 李樾诚                         | 南甸                           | 1913年－1914年                 |
| 勐卯行政委员（1915年－1932年） |                                |                                |                                |
| 任次                           | 姓名                           | 籍贯                           | 任期                           |
| 1                              | 瞿丹书                         | 丽江                           | 1915年－1916年                 |
| 2                              | 王崇矩                         | 鹤庆                           | 1918年                         |
| 3                              | 瞿丹书                         | 丽江                           | 1922年                         |
| 4                              | 段文逵                         | 保山                           | 1923年                         |
| 5                              | 华瑞臣                         |                                | 1927年                         |
| 6                              | 俸世英                         |                                | 1928年                         |
| 7                              | 任宝坍                         |                                | 1928年                         |
| 8                              | 杨凤翔                         |                                | 1929年                         |
| 9                              | 李承绪                         |                                | 1930年                         |
| 10                             | 曹庆安                         |                                | 1930年－1931年                 |
| 11                             | 丁芝廷                         |                                | 1931年－1932年                 |
| 瑞丽设治局长（1932年－1950年） |                                |                                |                                |
| 任次                           | 姓名                           | 籍贯                           | 任期                           |
| 1                              | 李典章                         | 腾冲                           | 1932年                         |
| 2                              | 杨归儒                         |                                | 1932年                         |
| 3                              | 马树藩                         |                                | 1933年                         |
| 4                              | 廖彬                           |                                | 1934年                         |
| 5                              | 周琉琼                         |                                | 1935年－1936年                 |
| 6                              | 李竹溪                         | 保山                           | 1938年                         |
| 7                              | 李文锦                         |                                | 1938年－1939年                 |
| 8                              | 杨懋功                         |                                | 1940年                         |
| 9                              | 施雨霖                         | 昆明                           | 1941年                         |
| 10                             | 夏剑岚                         | 凤仪                           | 1941年                         |
| 11                             | 李典章                         | 腾冲                           | 1942年                         |
| 12                             | 陈际唐                         |                                | 1943年                         |
| 13                             | 许颖贤                         |                                | 1944年                         |
| 14                             | 周明                           |                                | 1944年                         |
| 15                             | 杨光环                         | 大理                           | 1945年－1946年                 |
| 16                             | 李乐山                         |                                | 1946年                         |
| 17                             | 舒自天                         |                                | 1946年－1948年                 |
| 18                             | 饶世位                         |                                | 1948年－1949年                 |
| 19                             | 陆文明                         |                                | 1949年                         |
| 20                             | 金树华                         | 保山                           | 1949年－1950年                 |

## 區劃代碼
1988年7月，中華民國行政院主計處（今主計總處）制定公布《中華民國各省（市）縣（市）行政區域代碼》，其中瑞麗設治局的代碼為13116。2005年10月，《中華民國各省（市）縣（市）行政區域代碼》停止適用。